# Craugastor monnichorum
Espèce
Synonymes
- Eleutherodactylus monnichorum Dunn, 1940

Statut de conservation UICN

 DD : Données insuffisantes
Craugastor monnichorum  est une espèce d'amphibiens de la famille des Craugastoridae.

## Répartition
Cette espèce est endémique du Panama. Elle se rencontre à 1 400 m d'altitude sur le volcan Barú.

## Publication originale
- Dunn, 1940 : New and noteworthy herpetological material from Panama. Proceedings of the Academy of National Sciences, Philadelphia, vol. 92, p. 105-122.